# Трупіал пальмовий
Трупіа́л пальмовий (Icterus parisorum) — вид горобцеподібних птахів родини трупіалових (Icteridae). Мешкає в США і Мексиці.

## Опис

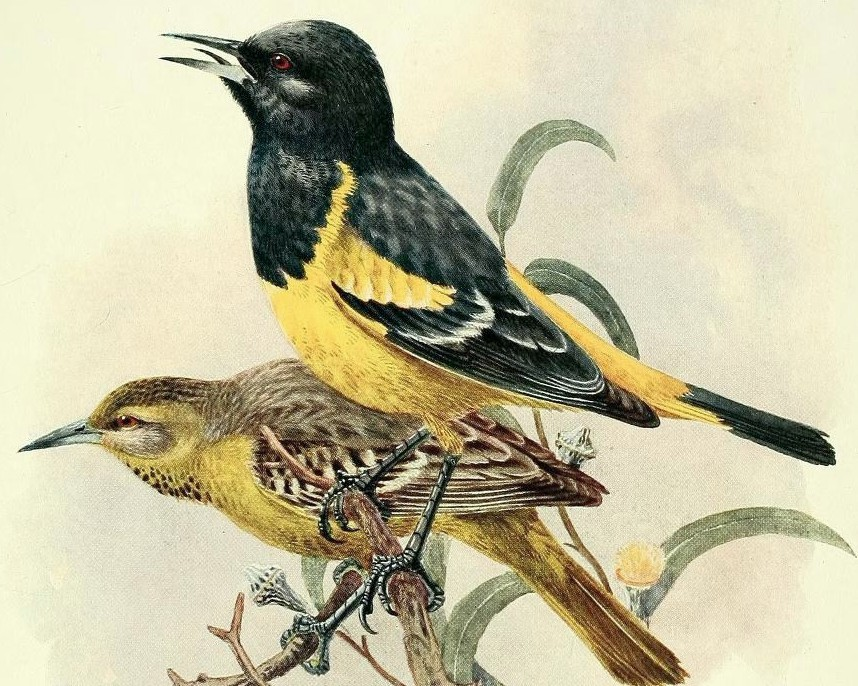
Пара пальмових трупіалів. Ілюстрація Аллана Брукса

Довжина птаха становить 19-23 см, розмах крил 32 см, вага 32-41 г. У самців голова, груди, спина і хвіст чорні, крила чорні з двома білими смугами. Решта нижньої частини тіла жовта, як і другорядні покривні пера крил, надхвістя і верхні покривні пера хвоста. Самиці мають переважно непримітне, сірувате забарвлення, живіт у них жовтуватий, спина смугаста, на крилах дві білі смуги. Дзьоб тонкий, загострений, дещо вигнутий.

## Поширення і екологія
Пальмові трупіали мешкають на південному сході Сполучених Штатів Америки (південна Каліфорнія, Невада, Юта, Нью-Мексико, Техас, рідко в Колорадо і південному Вайомінгу) та в Мексиці. Взимку популяції США і північної Мексики мігрують на південь ареалу, до центральної і південної Мексики та на південь Каліфорнійського півострова. Пальмові трупіали живуть у відкритих пустелях і напівпустелях, де ростуть пальми агави і юки, на сухих, відкритих схилах пагорбів, а також в дубових і соснових лісах, на висоті до 3000 м над рівнем моря. Живляться комахами та іншими безхребетними, дрібними хребетними, плодами і нектаром. Гніздяться у квітні-травні. За сезон може вилупитися два виводки.

## Збереження
МСОП класифікує стан збереження цього виду як такий, що не потребує особливих заходів зі збереження. За оцінками дослідників, популяція чорнокрилих трупіалів становить 4 мільйони дорослих птахів.